# 오메가버스

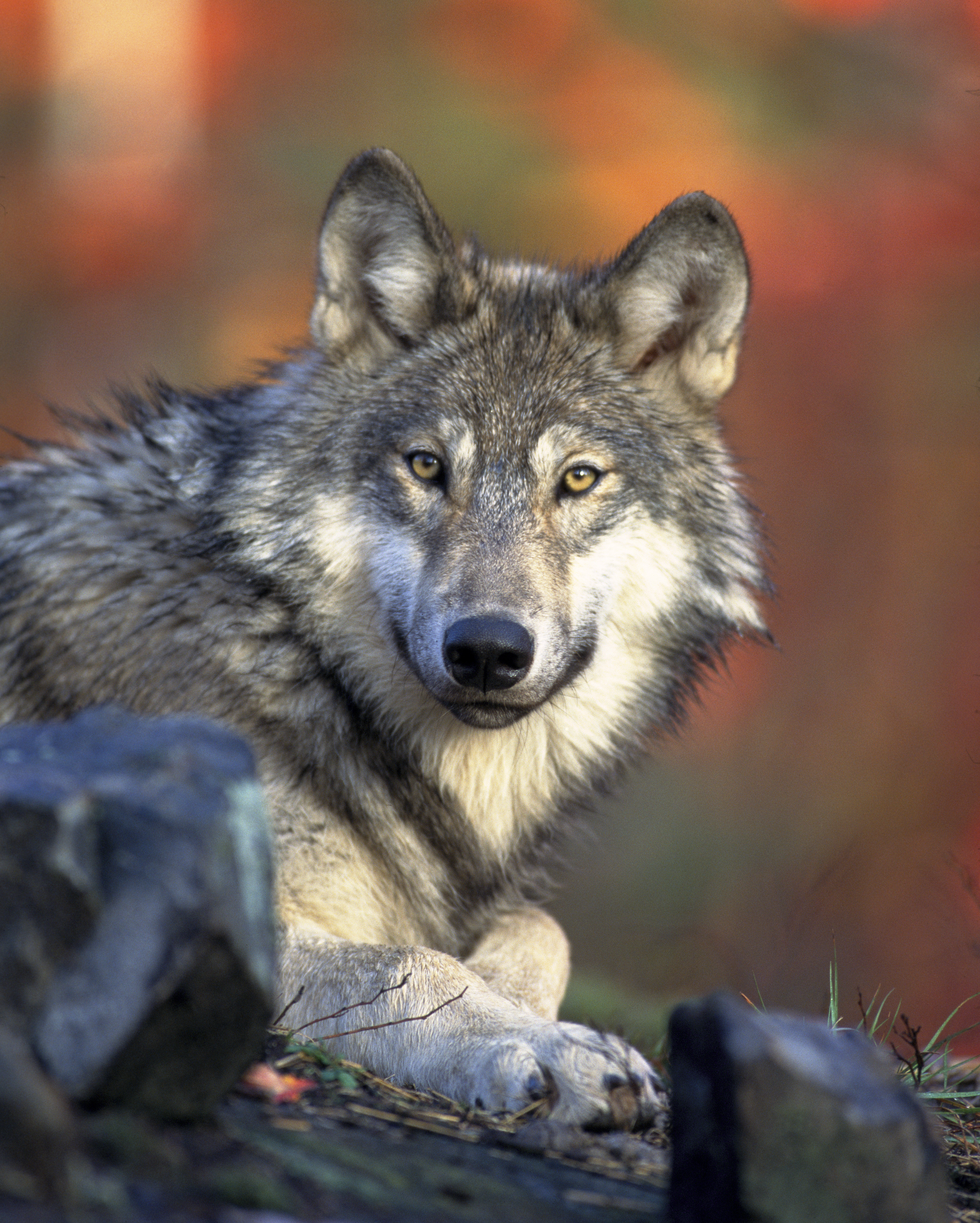
오메가버스에서는 늑대와 다른 개과 동물들처럼 인간들 사이에도 지배 계층이 존재한다고 가정한다.

오메가버스(Omegaverse)는 A/B/O 또는 α/β/Ω("알파/베타/오메가"의 약어)로도 알려져 있으며, 사변 에로물의 하위 장르이다. 이 장르는 회색늑대와 다른 개과 동물들과 유사하게 인간들 사이에도 지배적인 "알파", 중립적인 "베타", 복종적인 "오메가"로 구성된 지배 계층이 존재한다고 가정한다. 이러한 계층은 사람들이 로맨틱, 에로틱, 성적인 맥락에서 서로 상호작용하는 방식을 결정한다. 오메가버스 관련 클리셰는 1960년대 초에 출판된 작품에서도 관찰될 수 있지만, 이 장르는 2010년대에 늑대인간물과 남성 임신 하위 장르의 요소가 융합되어 에로틱 슬래시(동성) 팬 픽션의 하위 장르로 공식적으로 시작되었다.

## 장르 특징
오메가버스 장르의 작품들은 일반적으로 등장인물들이 두 가지 성별을 가지고 있다고 묘사한다. 즉, 외부 생식기에 의해 결정되는 주요 성별(남성 또는 여성)과 사춘기 동안 나타나 내부 생식 시스템에 의해 결정되는 보조 성별이 있다. 보조 성별은 일반적으로 다음 중 하나이며, 각각 특정 독특한 성격 특성과도 일치한다.
- 알파(α): 사회적으로 (일부 해석에서는 생물학적으로도) 지배적이며, 건장하고, 성급하며, 타고난 리더이다.
- 베타(β): 일반적인 인간이거나, 알파와 오메가 특성이 혼합되어 있거나, 자신만의 독특한 특성을 가지고 있다.
- 오메가(Ω): 복종적이고 온화하며, 차분하고 중재자 역할을 한다.

등장인물들은 일반적으로 회색늑대나 다른 개과 동물과 같은 행동, 특히 성교와 성적인 면에서 본능적이고 동물적인 생리적 자극에 반응하는 것으로 묘사된다. 여기에는 발정과 열 주기, 알파와 오메가 사이의 페로몬 매력, 귀두망울("매듭 묶기" 또는 교미 중 파트너를 알파에 묶는 데 사용되며, "노팅"으로 알려진 행위), 냄새 표시, 각인, 번식, 짝짓기 의식, 무리 구조 그리고 짝과의 잠재적으로 영구적인 정신적 유대가 포함된다. 알파와 베타 사이에서는 여성만이 임신을 할 수 있지만, 남성 오메가는 종종 직장과 연결된 자궁을 통해 임신할 수 있는 것으로 상상되며, 알파는 주 성별에 관계없이 임신시킬 수 있다. 삽입과 임신을 쉽게 하기 위해 남성 오메가는 종종 자체 윤활 항문을 가지고 있다.
오메가버스의 추상적인 전제는 츠베탄 토도로프가 확립한 관습에 따르면 이를 판타지 장르로 분류할 수 있지만, 특징적인 요소들의 높은 구체성은 그 자체로 문학 장르로 간주될 수도 있음을 시사한다. 오메가버스는 포크소노미의 일종이므로, 일부 측면은 이야기 작가의 재량에 따라 포함되거나 제외된다. 때로는 베타가 없거나 델타, 감마와 같은 다른 중간 지정이 추가되기도 한다. 이 장르는 종종 늑대인간이나 다른 환상적인 생물의 존재와 같은 다른 판타지 요소를 특징으로 한다. 일부 작품은 엄격한 카스트 제도를 도입하여, 알파는 상류층 엘리트로 묘사되고 오메가는 최하위 계층에 속하며 그들의 생리 때문에 차별과 억압에 직면하며, 생물학 결정론의 한 예시를 만든다. 더 어두운 이야기에서는 이것이 비합의적 또는 의심스러운 합의하의 성교, 강제 임신, 오메가 납치 및 성노예로 이어진다.
오메가버스 작품은 주로 알파와 오메가로 구성된 남성-남성 커플에 초점을 맞추지만, 이성애적 오메가버스 작품도 제작되었으며, 2013년까지 팬 픽션 웹사이트 Archive of Our Own(AO3)에 게시된 작품의 약 10%가 남성/여성으로 분류되었다. 일부는 장르 클리셰를 뒤집어, 알파들 간의 불법적인 관계, 생물학적 편견의 희생양이 되지 않기 위해 화학 페로몬을 사용하여 냄새를 숨기는 오메가, 또는 지배적인 오메가와 복종적인 알파에 대한 이야기를 다룬다. 일본 오메가버스 작품에서는 비전통적인 커플이 자주 등장한다.
"A/B/O"와 "오메가버스"라는 용어는 상호 교환적으로 사용될 수 있지만, 전자는 종종 성적 역학만을 지칭하는 반면, 이야기가 새로운 이데올로기적 세계를 배경으로 할 때는 후자가 선호된다. 일부는 "A/B/O"라는 용어 사용을 피하는 것을 선호하는데, 이는 이 용어가 인종차별적인 비방 abo와 유사하기 때문이다.

## 역사

### 클리셰 기원
이 장르와 일반적으로 연관된 클리셰는 장르에만 국한되지 않는다. 다양한 미디어의 팬덤에서 찾아볼 수 있지만, 크리스티나 부세 교수가 "겉보기에 완벽한 폭풍"이라고 묘사한 것처럼 오메가버스에서 함께 나타났다. 인간들 사이의 짝짓기와 열 주기 개념은 1967년 미국 텔레비전 시리즈 스타 트렉의 에피소드 "암흑의 시간"에서 대중화되었다. 이 에피소드는 벌컨 짝짓기 주기인 폰 파르 개념을 도입하며, 벌컨 남성은 짝짓기를 하지 않으면 죽어야 하는 상황을 묘사한다. 이는 스타 트렉 팬덤의 팬 작품, 특히 커크/스팍 커플링에 초점을 맞춘 팬 픽션에서 인기 있는 플롯 개념이 되었다. 어슐러 K. 르귄도 1969년 소설 《어둠의 왼손》에서 외계의 양성 세계와 케머(kemmer)라고 불리는 자웅동체 등장인물과 짝짓기 주기에 대해 썼다. 늑대인간과 같은 동물 변신은 뱀파이어 해결사, 트와일라잇, 틴 울프, 그리고 해리 포터에 포함되어 있으며, 특히 후자의 팬덤은 수인물을 대중화했다.

### 장르 역사
오메가버스의 기원은 일반적으로 미국 텔레비전 시리즈 수퍼내추럴을 둘러싼 팬덤에 기인하며, 이는 늑대인간과 에로틱 팬 픽션의 남성 임신 하위 장르가 융합된 결과이다. 또 다른 영감의 원천은 SF 드라마 다크 엔젤일 수 있다. 이 드라마에서 수퍼내추럴 배우 젠슨 애클스는 고양이 DNA를 가진 쌍둥이 슈퍼솔저를 연기하며, 그 종의 여성 등장인물들은 발정기에 들어간다. A/B/O로 인정된 첫 작품들은 2010년 중반에 출판되었다. 그해 5월, 수퍼내추럴 전용 라이브저널 커뮤니티에 "알파" 남성이 음경에 매듭을 가지고 있고, 매듭이 없는 "암컷 남성"을 언급하는 글쓰기 프롬프트가 공유되었고, 이는 사용자 tehdirtiestsock이 리얼 퍼슨 픽션 작품인 "I ain't no lady, but you'd be the tramp"를 쓰도록 영감을 주었다. 이 작품은 배우 재러드 파달레키와 젠슨 애클스를 알파와 오메가로 다루며 7월 24일에 출판되었다. "오메가"라는 용어를 사용하지 않았음에도 불구하고, 이 이야기는 나중에 오메가버스 장르와 관련된 많은 특징들을 만들어냈다.
그 후 몇 달 동안 다른 익명의 작가들이 유사한 이야기들을 공유하다가, 11월 9일 새로운 글쓰기 프롬프트에서 처음으로 알파, 베타, 오메가 남성이 언급되었고, 이는 세 작품의 탄생을 촉발했다. 2011년 6월까지 "오메가버스"라는 용어와 그 역학은 일반적인 것이 되었다. 다음 달에는 첫 번째 팸슬래시 오메가버스 작품이 출판되었고, 수퍼내추럴 팬덤 외부에서 클리셰가 처음 사용된 것이 기록되었다.
이 장르는 이후 다른 팬 커뮤니티로 인기가 확산되었다. 처음에는 《셜록》과 《엑스맨: 퍼스트 클래스》를 중심으로 한 커뮤니티로, 그 다음에는 《한니발》, 《틴 울프》, 《글리》, 닥터 후 및 영화 《어벤져스》와 같은 텔레비전 시리즈 팬덤으로 빠르게 퍼져나갔다. 2011년 10월경 웹사이트 수이위안주에 게시된 A/B/O 셜록 팬픽의 중국어 번역본은 오메가버스를 중국 슬래시 팬층에 소개했고, 여기서 《단메이》 원작 소설로 퍼져나갔다.
2012년에는 "운명적인 짝"이라는 개념이 도입되었다. 2014년 오메가버스는 일본에서 큰 인기를 얻었으며, 2015년 첫 A/B/O 만화 출판과 함께 시장 가치를 획득했다. 2016년에는 알파, 베타, 오메가 간의 차별과 권력 역학이 구체화되기 시작했고, 커플을 화학적, 생물학적으로 연결하는 표식 또는 물림이라는 개념이 만들어졌으며, 2018년에는 알파와 오메가를 안내하는 동물적 본능인 "내면의 늑대" 개념이 등장했다. 만화가 나카이 신시(Shinshi Nakai)는 자신의 작품 《간라쿠 알파 에니그마》(Kanraku Alpha Enigma)를 통해 이차 성별을 변이시킬 수 있는 새로운 유형의 캐릭터인 "에니그마"를 추가하려고 시도했지만, 이 참신함은 오메가버스 팬들의 저항에 부딪혀 아무런 영향이나 지속성을 갖지 못했다.

## 반응과 분석
오메가버스는 팬덤 내에서 매우 인기 있는 동시에 논란의 여지가 많은 장르가 되었다. 일부는 이를 역겹고 병적이라고 비난하며, 가부장적 가치와 강간 문화를 강화한다고 주장한다. 또한 수간 픽션에 뿌리를 두고 성별 간의 권력 불균형에 반대한다. 반대로, 다른 이들은 신체와 성별 역할을 해체하고, 퀴어 정체성과 억압에 대한 전복적인 사회적 논평을 제공하는 방식에 대해 높이 평가한다.
학계의 의견 또한 오메가버스가 새로운 유형의 성별 본질주의에 동성애 혐오적 및 이성애 규범적 요소를 결합하여 보여준다고 믿는 이들과 이를 트랜스젠더적 관점으로 해석하는 이들 사이에서 나뉜다. 델가도 디아스, 우빌루스 브레냐, 카펠로는 오메가버스가 퀴어 이론이나 트랜스아이덴티티와 연결되어 있다고 보지 않는다. 비록 알레고리를 통해 성정체성과 여성의 상태(남성 및 여성 오메가는 가사와 양육이라는 전통적인 여성 역할의 체현으로 볼 수 있음)를 담고 있지만, 그 목적은 멜로드라마에서 공포에 이르는 플롯의 틀 역할만을 한다고 본다.
연구자 밀레나 포포바에 따르면, "A/B/O 장르의 특징은 권력, 욕망, 쾌락, 친밀성, 로맨스, 통제, 동의와 같은 주제를 다양한 방식으로 탐구할 수 있게 해준다"고 하며, 작가와 독자들은 이를 "불평등한 관계에서 동의 문제를 표현하고 숙고하는 도구"로 사용한다. 마찬가지로 로라 캄필로 아르나이스는 어두운 오메가버스 작품이 무력감과 굴욕감을 특징으로 하는 감정을 통제하는 데 도움이 되며, 카타르시스적 경험을 창조한다고 주장한다.
학자 페이지 하텐버그는 오메가버스가 LGBTQ+ 트라우마 및 교정 서사와 연결되어 있다고 주장하며, "그것이 신체에 미치는 영향, 즉 폭력과 이성애 규범적 경향으로 인해 이야기의 권위를 단일 집단에 국한시키려는 더 큰 구조에 반응하는 방식으로 퀴어성을 쓰고 있다"고 말한다. 또한 "[그] 모든 복잡성 속에서, 고도로 가부장적인 클리셰 [sic]에서 문제가 많고 상당한 공동체 트라우마를 상징하는 [오메가버스는] 퀴어 팬덤 공간과 주류 창작자 간의 해체되는 관계를 대표하는 장르"라고 덧붙였다.
앙지 파제카스는 "[오메가버스]에서 팬들은 전통적인 성별과 성적 클리셰를 사용하여 퀴어 섹슈얼리티가 표준이고 규범적인 성별 역할이 종종 왜곡되고 전복되는 우주를 상상한다"고 썼지만, 대부분의 다른 팬 픽션처럼 그들의 작품이 주로 백인 남성들 간의 관계에 초점을 맞추고 있기 때문에 진정한 진보성을 제공하는 데 실패한다고 말했다.

## 영향
오메가버스는 2017년에 폭발적인 인기를 얻었으며, 빠르게 팬 픽션 작가들의 빈번한 주제가 되었다. 2018년 7월 기준으로 39,000개가 넘는 오메가버스 팬 작품이 AO3에 게시되었으며, 2023년에는 165,000개가 넘었다. 이러한 2차 창작물 외에도 오메가버스는 오리지널 상업 에로물 장르로 부상했다. 2020년 1월부터 6월까지 아마존에서 약 200편의 오메가버스 소설이 출판되었다. 또한 상업 및 비상업 야오이 (남성-남성 커플을 다루는 만화)의 하위 장르가 되었다. 일본에서의 긍정적인 반응에 힘입어 대한민국에서도 오메가버스 만화 제작이 시작되었고, 중국에서도 시작되었으나 후자의 경우 검열로 인해 장르의 인기가 제한되었다.
2017년부터 "돔/섭 유니버스(Dom/Sub Universe)" 하위 장르가 특히 일본의 야오이 작품에서 인기를 얻었다. 이 장르는 BDSM 요소를 사용하며, 지배적 성별과 복종적 성별을 이차 성별로 설정하고, 카스트 시스템 묘사에 있어 오메가버스에서 영감을 얻는다. "케이크버스(Cakeverse)"에서는 소수의 인간이 미각이 없는 "포크(forks)"와 특정 맛을 지녀 "포크"에게 저항할 수 없는 "케이크(cakes)"로 나뉜다.

### 인용
1. ↑  Delgado Díaz, Ubillus Breña & Cappello 2022, 134쪽.
2. ↑  Algavi, Leila; Volkova, Irina; Kadyrova, Shuanatl; Rastorgueva, Natalya (2021). “Online literary creativity of digital natives: genre and thematic analysis”. 《SHS Web of Conferences》. 101권 3048호. 6쪽. doi:10.1051/shsconf/202110103048. 2022년 4월 4일에 확인함.
3. 1 2 3 4 5 6  Popova 2018, The Omegaverse
4. 1 2  “《2019年版》おすすめオメガバースBL漫画17選【初心者向けから上級者向けまで】” [Top 17 Recommended BL Omegaverse Manga for 2019]. 《BookLive!》 (일본어). 2018년 7월 11일. 2020년 4월 16일에 확인함.
5. 1 2 3 4  Quill Ink Books Limited vs Rachelle Soto A/K/A Addison Cain (United States District Court for the Eastern District of Virginia September 9, 2019). Text
6. 1 2 3 4 5 6  Fazekas 2020, 97–99쪽
7. 1 2 3 4 5  Alter, Alexandra (2020년 5월 23일). “A Feud in Wolf-Kink Erotica Raises a Deep Legal Question”. 《The New York Times》. 2020년 6월 11일에 원본 문서에서 보존된 문서.
8. 1 2 3 4 5  Valens, Ana (2020년 12월 21일). “Welcome to the 'omegaverse,' the kinky erotica genre reimagining bodies”. 《The Daily Dot》.
9. 1 2  Busse 2013, 289–290쪽
10. 1 2  Tanjeem, Namera (2019년 7월 18일). “The Omegaverse Plagiarism Lawsuit, One Year On”. 《Book Riot》. 2020년 7월 17일에 확인함.
11. 1 2  Shrayber, Mark (2014년 6월 18일). “'Knotting' Is the Weird Fanfic Sex Trend That Cannot Be Unseen”. 《Jezebel》 (미국 영어). 2022년 3월 10일에 원본 문서에서 보존된 문서. 2020년 5월 25일에 확인함.
12. ↑  “男も妊娠する世界…BLの人気設定「オメガバース」ってご存知ですか” [A world where men can get pregnant too...Do you know the popular BL setting "Omegaverse"?]. 《Modern Business》 (일본어). 2018년 7월 10일. 2022년 4월 5일에 확인함.
13. ↑  “2ページ目：BLにおける「オメガバースの事情」【アニメイト編集部BL塾・応用編】 | アニメイトタイムズ” [Page 2: “Circumstances in the Omegaverse” in BL [Animate Editorial Department BL School/Advanced Edition] | Animate Times]. 《Animate Times》 (일본어). 2020년 12월 6일. 2022년 4월 7일에 확인함.
14. 1 2  Sung, Morgan (2021년 4월 26일). “What The Hell Is The Omegaverse, And Why Is It All Over TikTok?”. 《Mashable India》 (영어). 2022년 4월 5일에 확인함.
15. ↑  Delgado Díaz, Ubillus Breña & Cappello 2022, 148쪽.
16. ↑  “傷心教師の赴任先は、妖し男子が集まる学園…羽純ハナの最新BL、ドラマCD化も決定” [The heartbroken teacher is assigned to a school where mysterious boys gather... Hazumi Hana's latest BL and drama CD also decided]. 《나탈리》 (일본어). 2018년 12월 6일. 2020년 4월 16일에 확인함.
17. 1 2  Campillo Arnaiz 2018, 118–120쪽
18. ↑  Campillo Arnaiz 2018, 122–123쪽
19. ↑  Fazekas 2020, 104쪽
20. 1 2  Busse 2013, 294쪽
21. 1 2 3  “発情・妊娠・身分差だけじゃない!! 日本で進化中の「オメガバース」を徹底解析” [Not only estrus, pregnancy, and status difference!! A thorough analysis of the evolving "Omegaverse" in Japan]. 《Chil Chil》 (일본어). 2018년 1월 3일. 2021년 1월 14일에 원본 문서에서 보존된 문서. 2022년 4월 4일에 확인함.
22. ↑  Busse 2013, 290쪽
23. 1 2 3  Busse 2013, 291쪽
24. ↑  Fazekas 2020, 96쪽
25. ↑  Xu, Yanrui; Yang, Ling (2022). 〈Between BL and Slash: Danmei Fiction, Transcultural Mediation, and Changing Gender Norms in Contemporary China〉.   Welker, James. 《Queer Transfigurations: Boys Love Media in Asia》. Asia Pop!. Honolulu: University of Hawaii Press. 25쪽. ISBN 978-0-8248-9223-4. OCLC 1314618796.
26. ↑  Delgado Díaz, Ubillus Breña & Cappello 2022, 139쪽.
27. ↑  Delgado Díaz, Ubillus Breña & Cappello 2022, 143쪽.
28. ↑  Delgado Díaz, Ubillus Breña & Cappello 2022, 140쪽.
29. 1 2  Delgado Díaz, Ubillus Breña & Cappello 2022, 141쪽.
30. ↑  Delgado Díaz, Ubillus Breña & Cappello 2022, 146쪽.
31. 1 2  Fathallah, Judith (2017년 1월 8일). 〈The White Man at the Centre of the World: Masculinity in Sherlock〉. 《Fanfiction and the Author: How Fanfic Changes Popular Cultural Texts》. Amsterdam: Amsterdam University Press. 65–66쪽. doi:10.5117/9789089649959. ISBN 978-90-485-2908-7. OCLC 1003641144. S2CID 185007623.
32. 1 2  Fazekas 2020, 100–101쪽
33. ↑  Delgado Díaz, Ubillus Breña & Cappello 2022, 134–135쪽.
34. ↑  Popova 2018, Consent and the Omegaverse
35. ↑  Popova 2018, Negotiating disjunctures in sexual scripts
36. ↑  Campillo Arnaiz 2018, 124쪽
37. ↑  Hartenburg, Paige (2024). 〈Beyond the Knot: Reparative Fiction and the Omegaverse〉.   Tonti, Kaitlin. 《Fix-It Fics: Challenging the Status Quo through Fan Fiction》. Vernon Press. 32쪽. ISBN 9798881900021.
38. ↑  Fazekas 2020, 101–102쪽
39. ↑  “Alpha/Beta/Omega Dynamics - Works | Archive of Our Own”. 《AO3》. 2023년 11월 17일에 확인함.
40. ↑  “New Omegaverse(A/B/O) Titles Coming to Renta” (보도 자료). Anime News Network. 2019년 12월 22일. 2024년 4월 16일에 확인함.
41. ↑  “オメガバースといえば…"ビーボーイオメガバースコミックス"！2019年4月10日より第3期コミックス刊行開始！1作目「きみはもう噛めない」（あさじまルイ・著）は超待望の...” [Speaking of Omegaverse... "B-boy Omegaverse Comics"! The third comic will be published from April 10, 2019! The first work "You can't bite anymore" (written by Rui Asajima) is the long-awaited first comic★]. 《PR Times》. 2019년 4월 10일. 2022년 4월 6일에 확인함.
42. ↑  Delgado Díaz, Ubillus Breña & Cappello 2022, 145쪽.
43. ↑  “【作品追加】本能… 抗えない究極の主従関係！ Dom/Subユニバースが話題” [[Addition of works] Instincts... The ultimate master-slave relationship that cannot be resisted! The Dom / Sub Universe is a hot topic]. 《Chil Chil》 (일본어). 2017년 1월 22일. 2022년 2월 9일에 확인함.
44. ↑  “オメガに続け!?甘々、シリアスなんでもござれ「ケーキバース」とは” [Following Omega!? What is the sweet and serious "Cakeverse"]. 《Chil Chil》 (일본어). 2016년 11월 3일. 2022년 4월 6일에 확인함.